# Jullouville
Jullouville – miejscowość i gmina we Francji, w regionie Normandia, w departamencie Manche.
Według danych na rok 1990 gminę zamieszkiwało 2046 osób, a gęstość zaludnienia wynosiła 80 osób/km² (wśród 1815 gmin Dolnej Normandii Jullouville plasuje się na 95. miejscu pod względem liczby ludności, natomiast pod względem powierzchni na miejscu 58.).